# Лесные Поляны (Пушкинский район)
Лесны́е Поля́ны — посёлок в составе сельского поселения Тарасовское Пушкинского района Московской области.

## История
В Лесные Поляны с конца весны 1918 года стал выезжать В. И. Ленин. Вместе с Н. К. Крупской отдыхал он здесь в субботние вечера и вокресные дни. В 1920—1921 годах основан совхоз «Лесные Поляны», в лесистой местности почти на тысячу гектаров раскинулись поля совхоза «Лесные Поляны», созданного при помощи и под наблюдением В. И. Ленина. А на обширной озеленённой площади перед домом, на котором до Великой Отечественной войны имелась памятная доска, возвышался памятник В. И. Ленину, по воле которого пустовавшие лесные поляны превратились в обширные совхозные поля.

## Население
| 2002 | 2006  | 2010  |
| ---- | ----- | ----- |
| 3726 | ↘2529 | ↗4053 |

## Инфраструктура

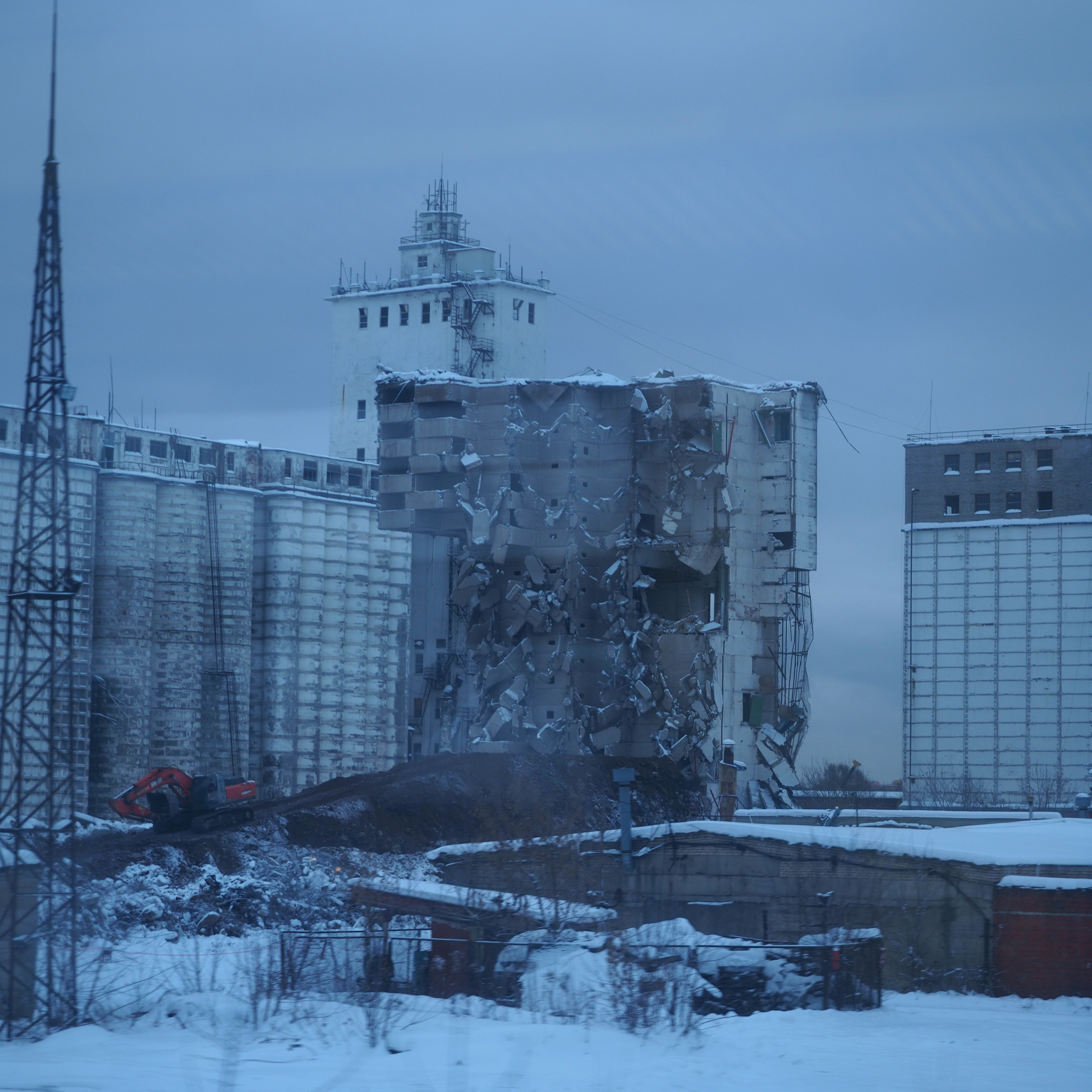
Снос элеватора Болшево-Хлебопродукт в посёлке Лесные Поляны (2021)

В посёлке расположен Всероссийский научно-исследовательский институт племенного дела (ВНИИПлем). В посёлке есть Дом культуры «Современник», Леснополянская средняя школа, детский сад «Колосок».
На улице Ленина расположен храм Иконы Божией Матери «Неупиваемая Чаша».
Ближайшая железнодорожная станция — Зелёный Бор.
В посёлке расположена крупная газораздаточная станция «Пушкинская ГРС», первоначально носившая название «Калининградская ГНС». На востоке посёлка расположен жилой комплекс «Полянка».
По границе Лесных Полян с г. Королёвом течёт река Клязьма.

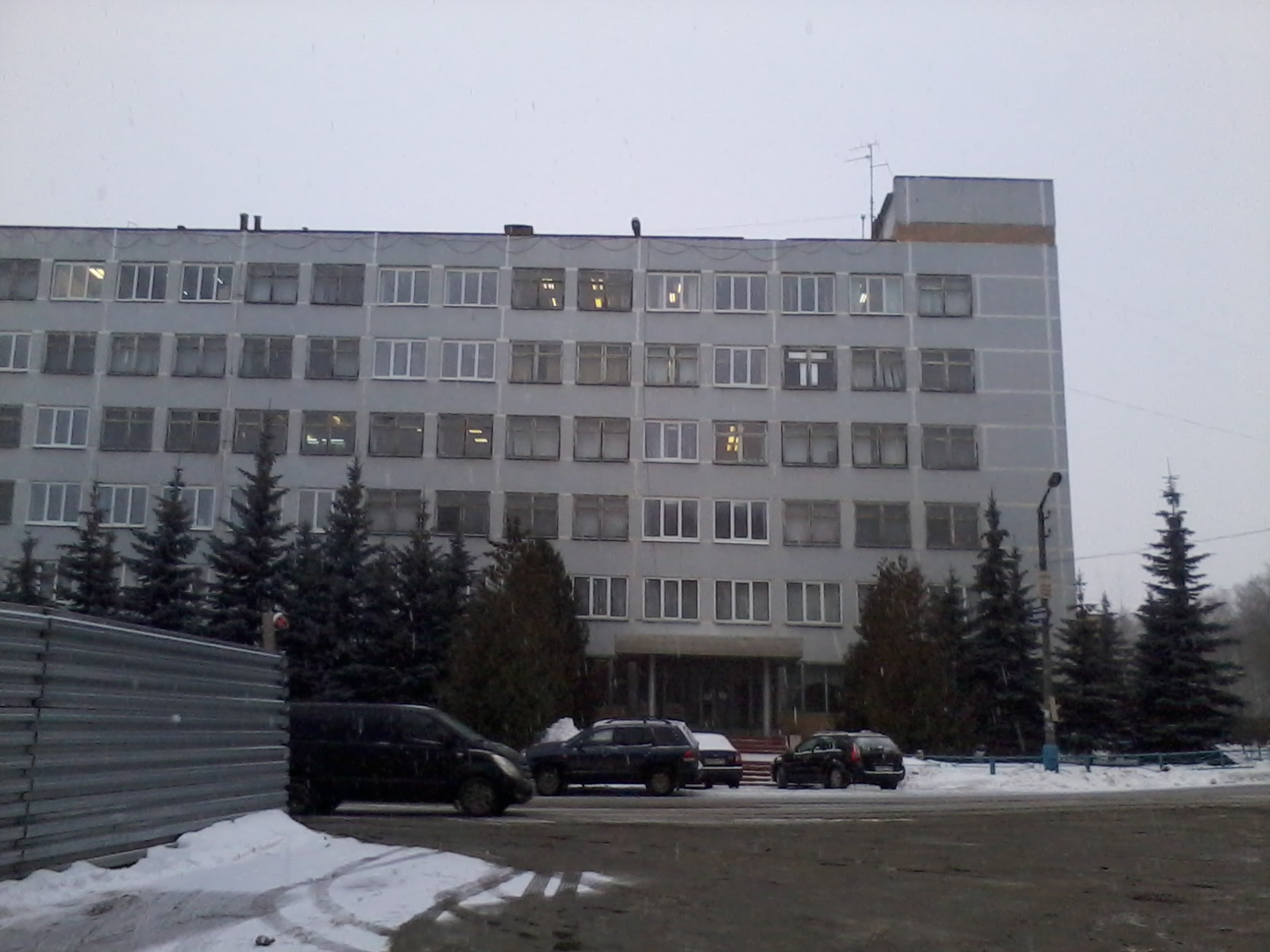
ВНИИПлем

## Транспорт
Автобусы:
- 31: Лесные Поляны — ст. Болшево — ст. Подлипки[7] (также рейсы до станции Болшево)
- 42: ст. Пушкино — Лесные Поляны

Маршрутные такси:
- 44к: ул. Силикатная — ст. Болшево — Лесные Поляны — ст. Пушкино
- 551к: Лесные Поляны (мкр. Полянка) — Лесная школа — Москва ( ВДНХ)